# Cercospora cyperigena
Cercospora cyperigena är en svampart som beskrevs av U. Braun & Crous 2003. Cercospora cyperigena ingår i släktet Cercospora och familjen Mycosphaerellaceae.   Inga underarter finns listade i Catalogue of Life.